# Geissorhiza saxicola
Geissorhiza saxicola är en irisväxtart som beskrevs av Peter Goldblatt och John Charles Manning. Geissorhiza saxicola ingår i släktet Geissorhiza och familjen irisväxter. Inga underarter finns listade i Catalogue of Life.